# Gian Paolo Thanner

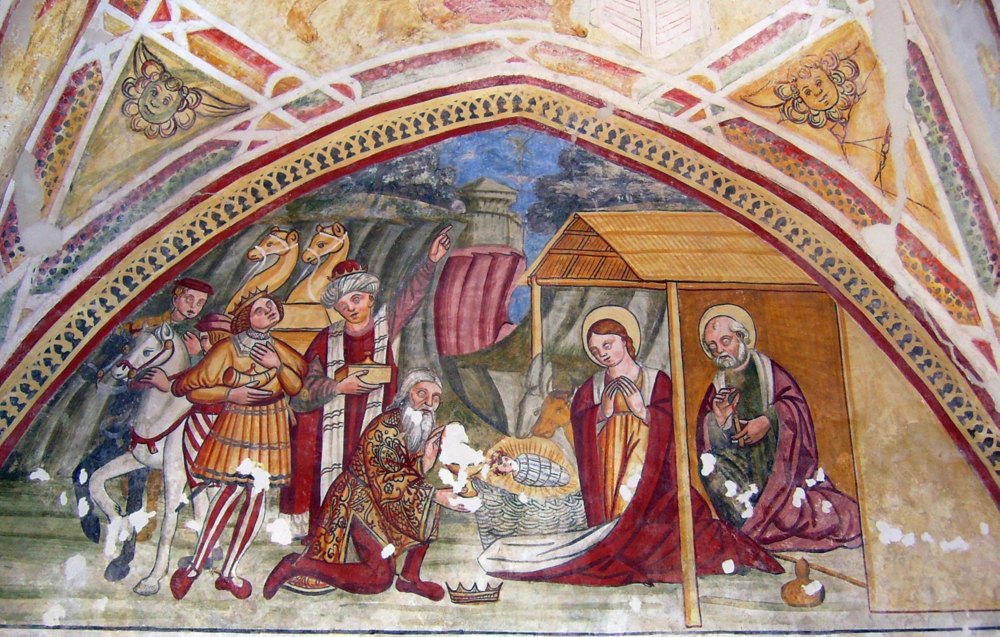
Chiesa di San Pelagio di Tricesimo Natività (1535) parete nord del presbiterio.

Gian Paolo Thanner (Cividale del Friuli, 1475 circa – Tarcento, 1555) è stato un pittore italiano.

## Biografia
Nacque in una famiglia di origine bavarese trasferitasi a Udine, poi a Tarcento e infine a Cividale del Friuli per motivi di lavoro. Il padre Leonardo fu a sua volta pittore e intagliatore, noto per i suoi altari. Alla bottega del padre, Gian Paolo apprese l'arte della pittura e si affermò in ambito locale come affreschista. Operò a partire dal 1504 in un'area geograficamente limitata nella parte orientale del dominio di terra della Repubblica Veneta (attualmente situata tra Friuli e Slovenia). Le sue opere, a prevalente tema religioso, decorano innumerevoli chiese, oratori, castelli e dimore storiche. I soggetti rappresentati attingono sia dall'antico che dal nuovo testamento, con prevalenza di alcuni temi: l'Annunciazione, la teoria dei santi, la Trinità, i quattro evangelisti.
Considerato per lungo tempo dai critici più come un artigiano che come un artista, è stato rivalutato dopo il terremoto che colpì il Friuli nel 1976 e la conseguente ricostruzione che portò al restauro artistico di innumerevoli chiese lesionate e quindi alla scoperta di nuovi affreschi, a lui attribuibili, che erano stati coperti con malta o intonaco nei secoli successivi.

### Opere

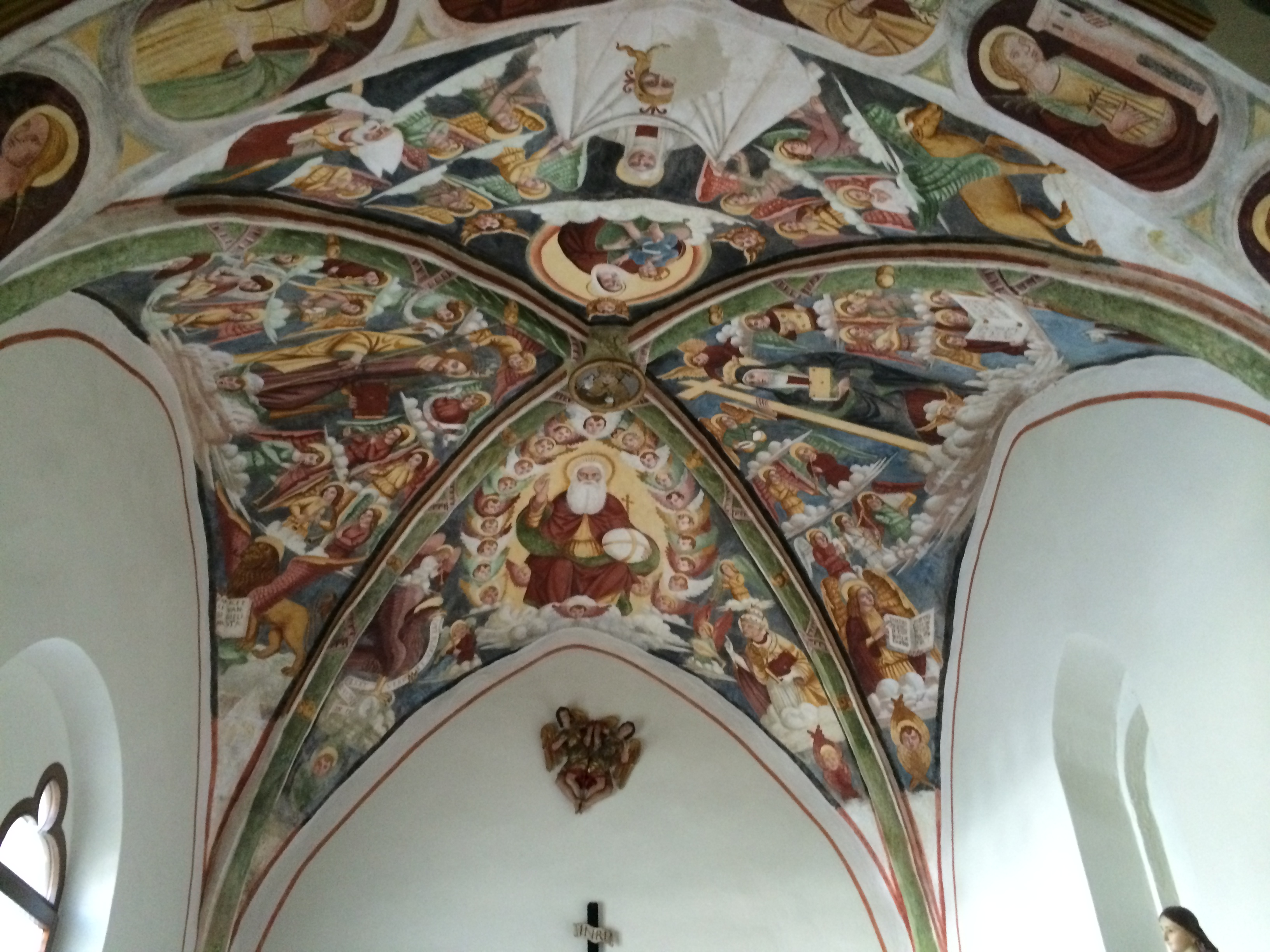
Affreschi della chiesa di San Silvestro (Attimis)

- Ciclo di affreschi nella chiesa di San Silvestro (Attimis), 1518
- Ciclo di affreschi nell'ex chiesa di San Silvestro (Premariacco), 1521
- Ciclo di affreschi nella chiesa di San Pelagio, Tricesimo
- Ciclo di affreschi nella chiesa di San Giuseppe, Laipacco di Tricesimo, 1524
- Ciclo di affreschi nella chiesa di San Pietro (Magredis)
- Ciclo di affreschi nella chiesa di San Nicolò (Primulacco)
- Ciclo di affreschi nella chiesa di Sant'Eufemia (Segnacco di Tarcento)
- Affreschi nella chiesetta di San Giacomo (Camino di Buttrio)
- Lacerti di affreschi nella chiesa della Santissima Trinità (Monteaperta di Taipana), 1520
- Ciclo di affreschi nella vecchia chiesa di San Michele Arcangelo (Vendoglio di Treppo Grande), 1550